# Aveline de Grandpré
Aveline de Grandpré es un personaje ficticio creado por Ubisoft perteneciente a la serie de videojuegos Assassin's Creed, la primera protagonista de la serie de sexo femenino. Fue una asesina afro-francesa activa durante el siglo XVIII en la Guerra Francesa e India en Nueva Orleans durante la gobernación española de Luisiana, la Guerra de los Siete Años y la Guerra Revolucionaria Americana.
Fue reclutada por la Orden de los Asesinos para defender a los esclavos, luchar por la libertad y erradicar a los templarios presentes en Nueva Orleans.
Es la protagonista del videojuego Assassin's Creed III: Liberation,para la descontinuada PS Vita y luego para para el mismo juego remasterizado en PS3

## Historia
Aveline es una mujer franco-americana que vivió el Luisiana durante el siglo XVIII. Es hija de Philippe Olivier de Grandpré, un rico mercader francés, y de una esclava africana, de nombre Jeanne.
Aveline tiene un puesto de riqueza y respeto dentro de los círculos sociales de Luisiana. De niña, en 1759, después de perder de vista a su madre en un paseo por la ciudad, la confundió con otra mujer y fue detenida por un grupo de esclavistas. Por fortuna, fue rescatada por un asesino llamado Agaté que la reclutó dentro de la hermandad y se convirtió en su maestro.
Entrenada por él junto a Gérald Blanc, el contable de su padre, creció como asesina, participó en muchas batallas por defender a los esclavos oprimidos de Nueva Orleans. Mientras ella era criada como una dama, su padre se casó con Madeleine de L'Isle, la cual se convirtió en una poderosa aliada para Aveline en su defensa con los esclavos. Cuando cumplió los 17 años, Grandpré descubrió a un templario de alto rango, al que se le conocía como Hombre de Compañía, que operaba en la zona.
Mientras buscaba a este templario, descubrió el tráfico ilegal de grandes grupos de esclavos en la zona de Chichén Itzá, ocasionado por los templarios para encontrar el Disco de la Profecía, un fragmento del Edén de la Primera Civilización. En su viaje hacia México, Aveline consiguió encontrar un Fragmento del Edén antes que los templarios. Allí encontró a su madre perdida, que huyó asustada al conocer el oficio de su hija y por temor a que la matase.
Posteriormente, Aveline encontró pistas que la llevaron de nuevo a Chichén Itzá, donde pudo hablar más tranquilamente y reconciliarse con su madre. Tras obtener la segunda mitad del disco, regresó a Nueva Orleans y retomó la misión de descubrir la identidad del Hombre de Compañía. En esta misión, conoce a Ratonhnhaké:ton y, con su ayuda, consiguió descubrir la identidad del misterioso templario: su propia madrastra.
Tras varias disputas en la mansión Grandpré, Aveline huyó al pantano para informar a Agaté, pero este se suicidó al ver que su alumna se negaba a matarlo. Al final, Grandpré fingió interés para ser aceptada en los Templarios, y una vez aceptada, desde dentro consiguió exterminarlos y, de este modo, el dominio Templario de Nueva Orleans desapareció.